# Fossiles les plus anciens
Les fossiles les plus anciens sont ceux d'organismes unicellulaires qui dateraient de 3,4-3,5 milliards d'années,,. Des fossiles d'organismes plus complexes, multicellulaires, sont datés, pour les plus anciens d'entre eux, de 2,1 milliards d'années. 
La vie sur Terre a d'abord été très probablement une vie marine. La formation des océans date de 4,41 milliards d'années,,. L'âge de la Terre est d'environ 4,54 milliards d'années.    

## Organismes unicellulaires

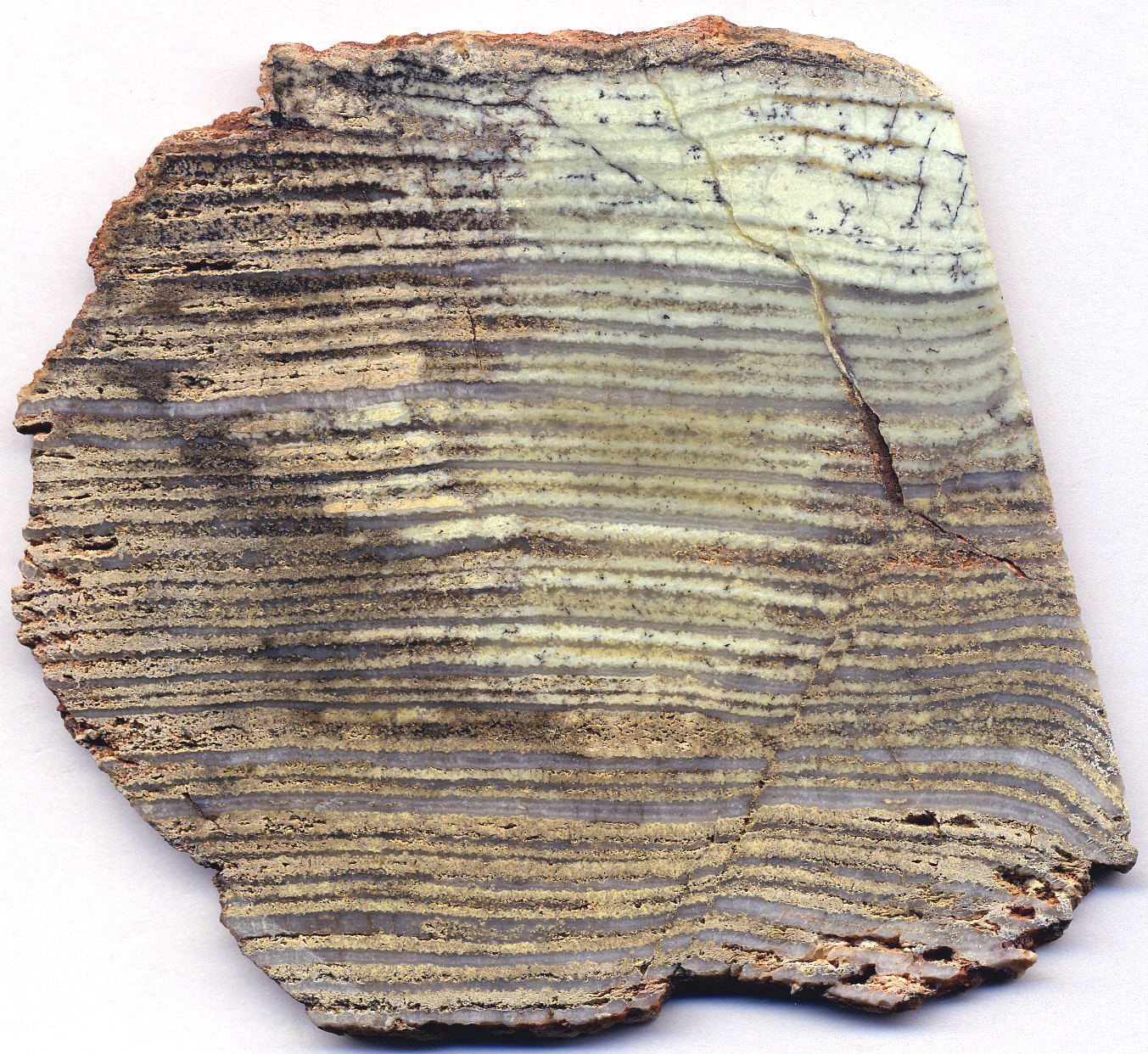
Stromatolites de la formation de Strelley Pool, 3,35-3,46 milliards d'années, craton de Pilbara, Australie

De nombreuses découvertes de fossiles dits "les plus anciens" sont annoncées de manière régulière, mais elles sont souvent controversées dans les milieux scientifiques. Leurs auteurs doivent démontrer de manière irréfutable l'origine biologique de l'objet étudié, ce qui pose problème pour des époques aussi reculées.  
Les stromatolites  vieux de 3,46 milliards d'années récoltés en Australie-Occidentale dans le craton de Pilbara, et connus depuis les années 1980, ont été présentés à plusieurs reprises comme les plus anciens témoignages directs de la vie sur Terre, et contestés comme tels. Une étude parue dans la revue Nature en septembre 2019 fait état de nouvelles preuves de l'origine biogénique de stromatolites qui présentent des inclusions de matière organique azotée, et des filaments de matière organique, et qui ont été recueillis dans ce même craton australien,  dans la formation de Dresser. Un âge de plus de 3,4 milliards d'années signifie que ces êtres vivants dont les traces auraient été détectées pouvaient se passer d'oxygène et utilisaient probablement, comme source d'énergie, le soufre. Bien que l'on parle de "stromatolites fossiles", les stromatolites sont en fait des structures sédimentaires créées par des colonies de bactéries, des procaryotes. Les êtres vivants sont les bactéries, qui n'ont pas subsisté (elles n'ont pas été fossilisées), seul demeure le résultat de leur activité métabolique. 

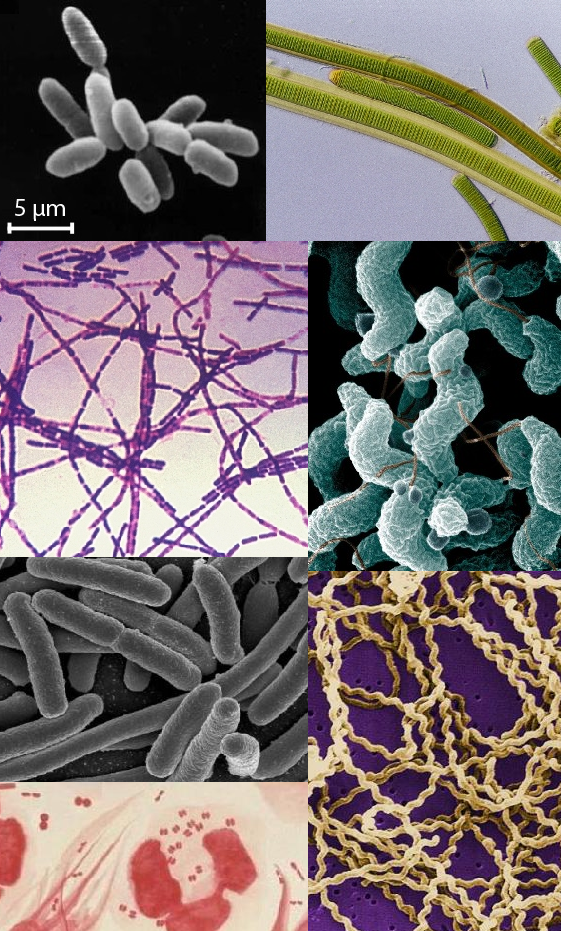
Procaryotes (microorganismes unicellulaires) : archée, cyanobactérie, gram +, bacille, campylobacter, enterobacter, diplococcus, spirochaetae

Des structures présentées comme des micro-organismes unicellulaires fossilisés (des procaryotes) vieux d’au moins 3,77 milliards d’années, prenant la forme de tubes et de filaments microscopiques, ont été découvertes au Canada dans la « ceinture de roches vertes de Nuvvuagittuq » (au Québec). Selon une étude  parue dans la revue Nature en mars 2017, il s'agirait de microfossiles constitués d'assemblages de cellules individuelles, dont les formes sont comparables à celles de micro-organismes actuels présents au fond des océans, à proximité des sources hydrothermales - ces oasis de vie au milieu de déserts sous-marins.  Les roches de Nuvvuagittuq datant de 3,77 à 4,28 milliards d'années, certains chercheurs n'excluent pas que ces micro-fossiles de bactéries putatifs aient eux aussi 4,28 milliards d'années ce qui suggèrerait "une émergence presque instantanée de la vie" après la formation de l'océan il y a 4,41 milliards d'années ,,,. Cependant selon d'autres spécialistes ces structures "canadiennes" pourraient avoir une origine volcanique et non biologique.
En 2016 des chercheurs annoncent avoir trouvé au Groenland dans  les roches métasédimentaires d'Isua des stromatolites vieux de 3,7 milliards d'années. Des doutes subsistent néanmoins, liés au fait que les roches du Groenland ayant été métamorphisées (sous l'action de la chaleur et de la pression) sont d'une interprétation difficile. ; les "voiles microbiens" putatifs pourraient n'être qu'une déformation tectonique de roches.  
Indépendamment du registre fossile une étude génétique de 2016 a conclu que le dernier ancêtre commun universel (LUCA) pouvait avoir vécu il y a 3,5 à 3,8 milliards d'années, dans des sources hydrothermales en eau profonde. Une étude de 2018 de l'Université de Bristol, appliquant un modèle d'horloge moléculaire, place LUCA il y a environ 4,5 milliards d'années, durant l'Hadéen. Selon le biologiste Stephen Blair Hedges, "si la vie a surgi relativement rapidement sur Terre… alors cela pourrait être courant dans l'univers",,
Selon une étude de janvier 2018 des météorites vieilles de 4,5 milliards d'années trouvées sur Terre contenaient de l'eau liquide ainsi que des substances organiques complexes prébiotiques qui pouvaient être des ingrédients permettant à la vie d'advenir,

## Organismes multicellulaires

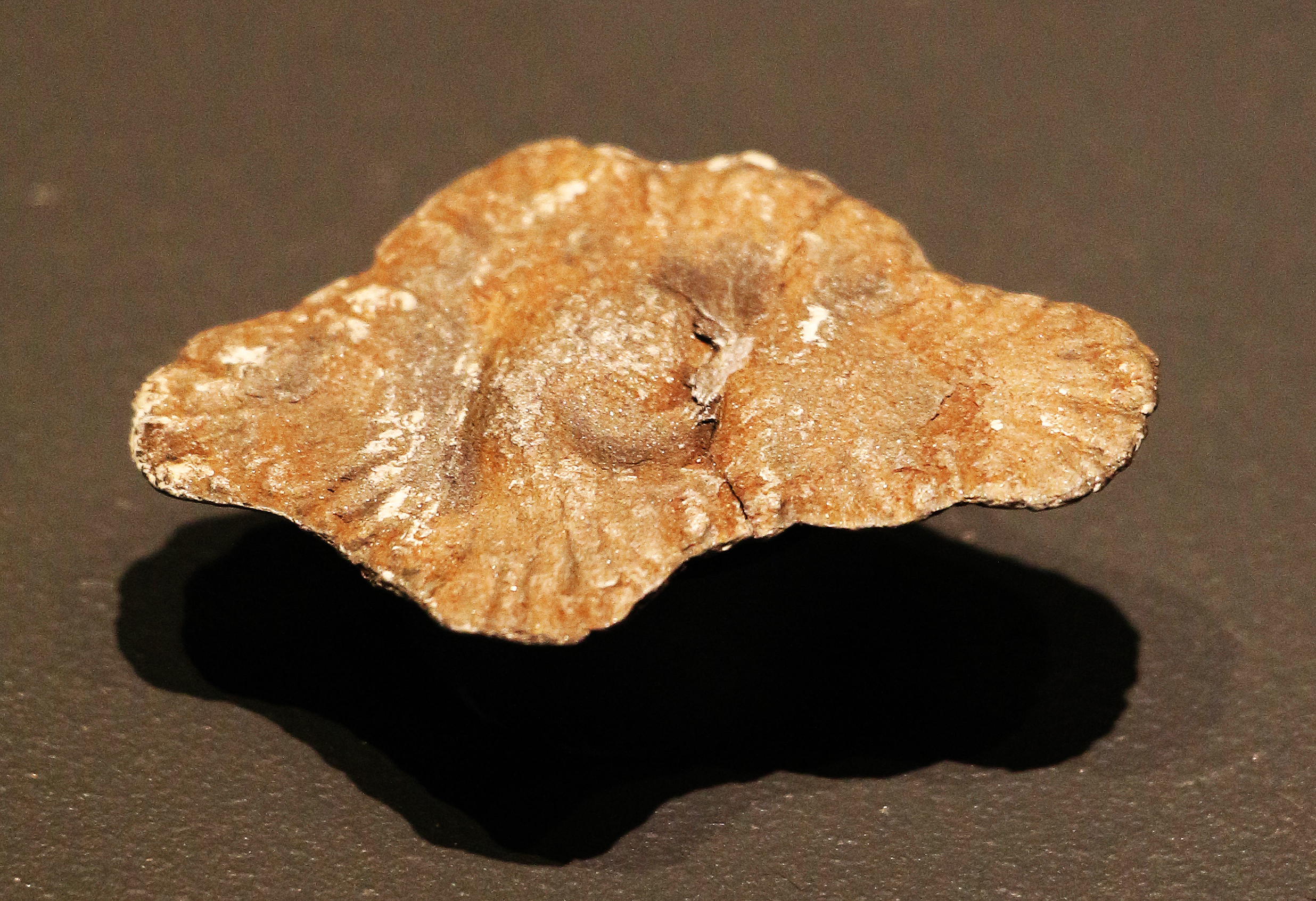
Gabonionta, fossiles d'eucaryotes, 2,1 milliards d'années

Des organismes multicellulaires  fossilisés  découverts au Gabon dans le bassin de Franceville ont été datés de 2,1 milliards d’années (revue Nature, juillet 2010). Ces fossiles, appelés Gabonionta, atteignent pour certains d'entre eux une taille de 10 à 12 centimètres ; leur taille et leur organisation complexe conduisent à penser que ce sont des eucaryotes multicellulaires - les plus anciens jamais décrits - et non plus, comme pour les toutes premières formes de la vie, des procaryotes. Les eucaryotes (qui comprennent les champignons, les plantes, les animaux) peuvent être unicellulaires ou multicellulaires, ils ont des cellules avec un noyau contenant de l'ADN, et se distinguent par là notamment des procaryotes, organismes dépourvus de noyau. 
Les chercheurs pensent que ces êtres vivants âgés de 2,1 milliards d'années découverts au Gabon se sont développés probablement à la faveur d'une augmentation temporaire de la concentration en oxygène dans l’atmosphère, qui s'est produite il y a 2 à 2,45 milliards d’années. Ils vivaient dans un environnement marin d’eau peu profonde (de 20 à 30 mètres).
En 2019 ces chercheurs annoncent avoir découvert des « traces fossilisées de mouvement » indiquant que ces Gabonionta, semblables à des amibes, étaient capables de se déplacer à travers la vase. Les analyses et reconstitutions en 3D par micro-tomographie aux rayons X révèlent des galeries de plusieurs millimètres de diamètre traversant les fines couches sédimentaires.

## Végétal vert
Le plus ancien fossile de végétal vert jamais identifié est celui de micro-algues vieilles d'un milliard d'années, Proterocladus antiquus, qui vivaient dans un océan peu profond, et dont les traces imprimées sur les roches ont été découvertes dans la province de Liaoning en Chine (formation Nanfen), selon une étude publiée en 2020 dans la revue scientifique Nature ecology and evolution. Les algues vertes ont donné naissance à toutes les plantes terrestres actuelles, jusqu'aux plus grands arbres. Les fossiles de Proterocladus antiquus plaident en faveur d'une origine océanique des algues vertes ; certains scientifiques supposaient auparavant que ces premiers végétaux verts avaient pu naître dans des environnements d'eau douce, avant de coloniser les océans et toute la surface terrestre. De plus, l'étude des horloges moléculaires situait l'apparition des algues vertes dans une période allant d'1,6 milliard d'années à 720 millions d'années ; la découverte de 2020 permet d'affirmer qu'elles se sont développées il y a au moins un milliard d'années.

## Organisme terrestre
En ce qui concerne la vie terrestre (non marine), en 2019, des scientifiques ont annoncé la découverte dans l'Arctique canadien, d'un champignon fossilisé,  Ourasphaira giraldae (en),  qui aurait pu pousser sur terre il y a un milliard d'années, bien avant l'apparition des plantes terrestres,,.

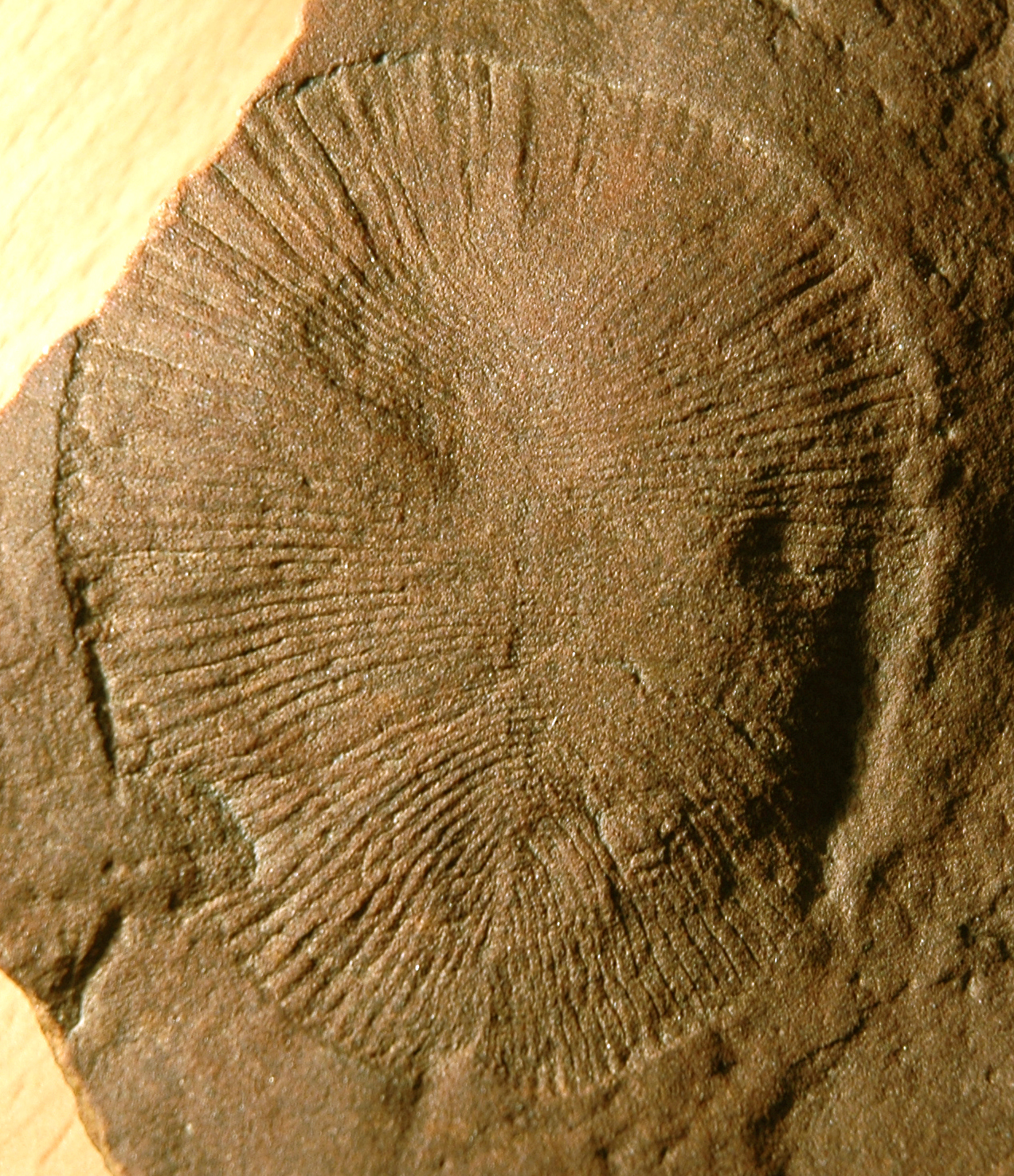
Fossile d'un spécimen de Dickinsonia, collines Ediacara

## Animal
Dickinsonia est un organisme fossile plat, ovale ; il s'agit du plus ancien animal connu grâce à ses restes fossilisés. D'une longueur de plusieurs dizaines de centimètres, d'une forme plate et ovale, il vivait au fond des océans il y a 558 millions d'années. 
Des fossiles de Dickinsonia avaient été récoltés depuis 75 ans mais son appartenance au règne animal faisait débat. Ce sont des restes découverts en Russie qui ont permis de détecter la présence de matière organique et d'identifier la créature comme un animal. Cependant les chercheurs ignorent la manière dont il s'alimentait - sans bouche et sans anus - ainsi que son mode de reproduction. Les animaux ayant besoin d’oxygène, les chercheurs pensent qu'au cours de l’Édiacarien, l’oxygène dissous dans l’océan a probablement atteint un seuil qui a permis aux animaux de se diversifier en comblant leurs besoins métaboliques, qui croissaient à mesure qu’ils devenaient plus mobiles et actifs.
Dickinsonia aurait été capable de se déplacer.

## Animal bilatérien

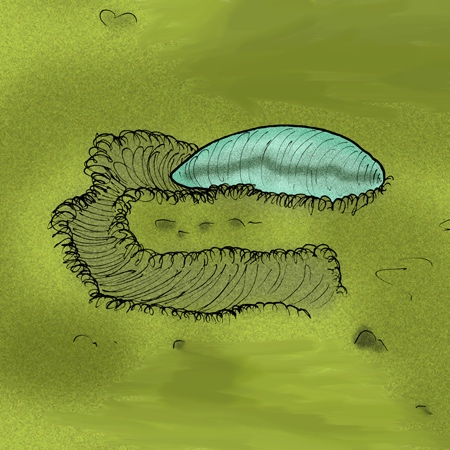
Reconstitution dIkaria wariootia, 555 millions d'années

Les fossiles d'un animal semblable à un ver, Ikaria wariootia (en), datés de 555 millions d'années, sont les plus anciens jamais identifiés d'un animal bilatérien, c'est-à-dire d'un animal doté d'une symétrie bilatérale qui différencie l'avant de l'arrière, et le dos du ventre ; il pourrait être "l'ancêtre" de la plupart animaux modernes, en majorité bilatériens (exception faite notamment des éponges et des méduses). Selon des spécialistes Dickinsonia correspondrait à une impasse évolutive, alors que Ikara warioota, qui a une bouche et un anus, reliés par un intestin, et des organes sensoriels primitifs, marquerait une étape importante dans l'évolution du règne animal. Ce ver vivait au fond des océans et mesurait 2 à 7 mm de long (la taille d'un grain de riz). Il a été décrit dans une étude parue en mars 2020 dans la revue PNAS.
Des terriers fossilisés datant de 555 millions d'années creusés par des bilatériens avaient été découverts en Australie du Sud dès 2005, mais les fossiles des créatures à l'origine de ces traces demeuraient introuvables. C'est une technologie de pointe, un scanner laser tridimensionnel financé par la NASA, qui a permis de révéler sur le même site une centaine de fossiles de cet animal de l'Édiacarien (des impressions de corps cylindriques dans la roche).

## Animal terrestre
Le plus ancien fossile d'animal terrestre est celui d'un myriapode de la famille des arthropodes terrestres, vieux de 425 millions d'années, récolté sur l'île écossaise de Kerrera. La découverte de ce "mille-pattes", Kampecaris obanensis (un invertébré), date de juin 2020. Les paléontologues supposent toutefois que des vers terrestres l'ont précédé, il y a 450 millions d'années, même si les données fossiles font défaut actuellement.

## Vertébré terrestre

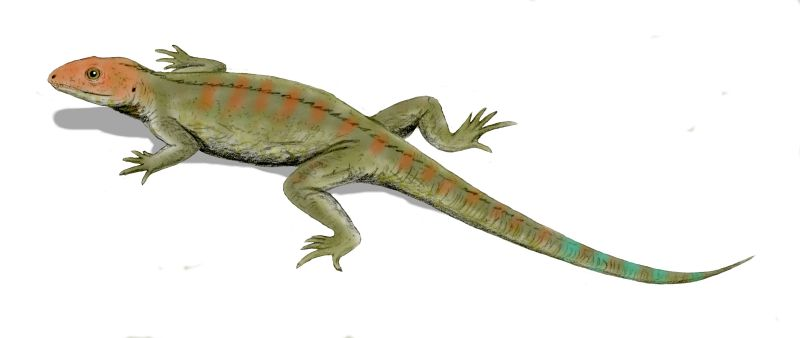
Reconstitution de Hylonomus, 315-330 millions d'années

La sortie des eaux des vertébrés, tous aquatiques à l'origine, s'est opérée au cours d'un lent processus évolutif, de sorte qu'il est difficile de déterminer parmi plusieurs "candidats" le plus ancien fossile de vertébré terrestre.
Hylonomus lyelli, semblable à un lézard, serait le plus ancien vertébré exclusivement terrestre et le plus ancien amniote connu (vertébré dont l'embryon puis le fœtus sont protégés dans un sac amniotique) ; ses fossiles du Carbonifère, datés d'une période allant de 315 à 330 millions d'années, ont été découverts sur la côte Atlantique du Canada en Nouvelle-Écosse, dans la souche d'un arbre fossile, et décrits en 1851.

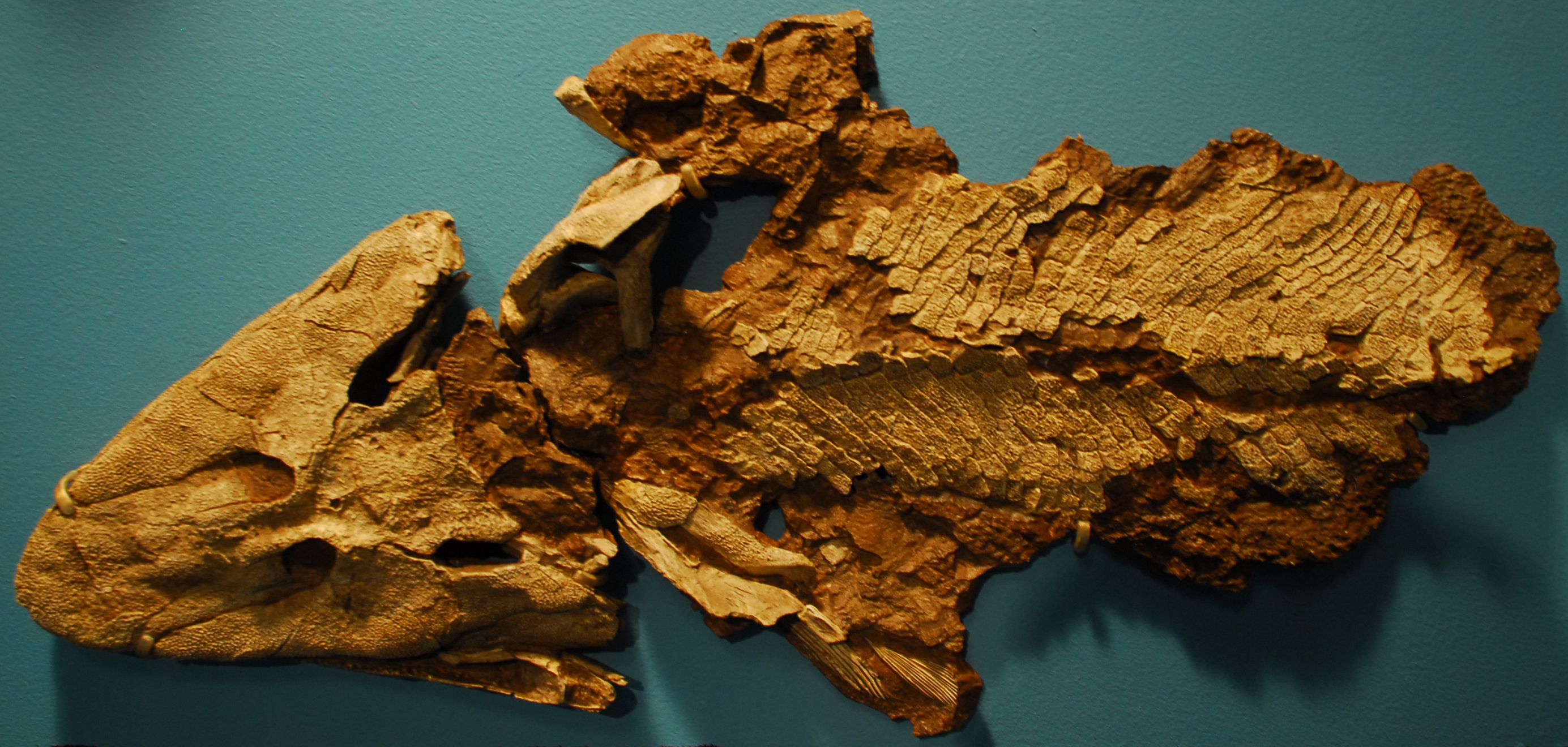
Fossile d'un spécimen de Tiktaalik, 375 millions d'années

Peuvent être considérés comme les premiers fossiles de vertébrés terrestres, au sens où ces vertébrés présentent certains modes d'adaptation à la vie terrestre, ceux d'Acanthostega (datés de 365 millions d'années, soit du Dévonien supérieur), d'Ichthyostega (datés de 360 à 365 millions d'années) et de Tiktaalik (375 millions d'années). Acanthostega et Ichthyostega sont des tétrapodes (vertébrés dotés de deux paires de membres avec des doigts), mais selon des résultats récents, ils étaient essentiellement aquatiques ; leurs pattes, qui comptaient 7, 8, voire 9 doigts, servaient plutôt comme nageoires leur permettant de se déplacer dans un milieu encombré de végétation que comme des appuis sur la terre ferme. En 2006 des scientifiques partis à la recherche du chaînon intermédiaire entre les poissons et Acanthostega (le plus ancien tétrapode connu alors) ont entrepris des fouilles dans des roches un peu plus anciennes que celles qui renfermaient des fossiles d'Acanthostega, soit du début du Dévonien supérieur, et y ont trouvé les fossiles de Tiktaalik, vertébré semblable à un crocodile ; la disparition de l'opercule (os qui ventile les branchies) indique que l'animal utilisait ses poumons plutôt que ses branchies pour respirer, dans un milieu vaseux ; l'analyse des articulations de Tiktaalik indique qu'il était capable de reposer sur le fond de l'eau ou sur la terre ferme en se dressant sur des « pattes-nageoires ».

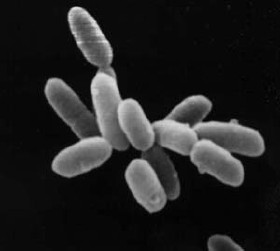
Les archées, microorganismes procaryotes, se sont d'abord développés dans des environnements extrêmes, tels que les sources hydrothermales

## Galerie

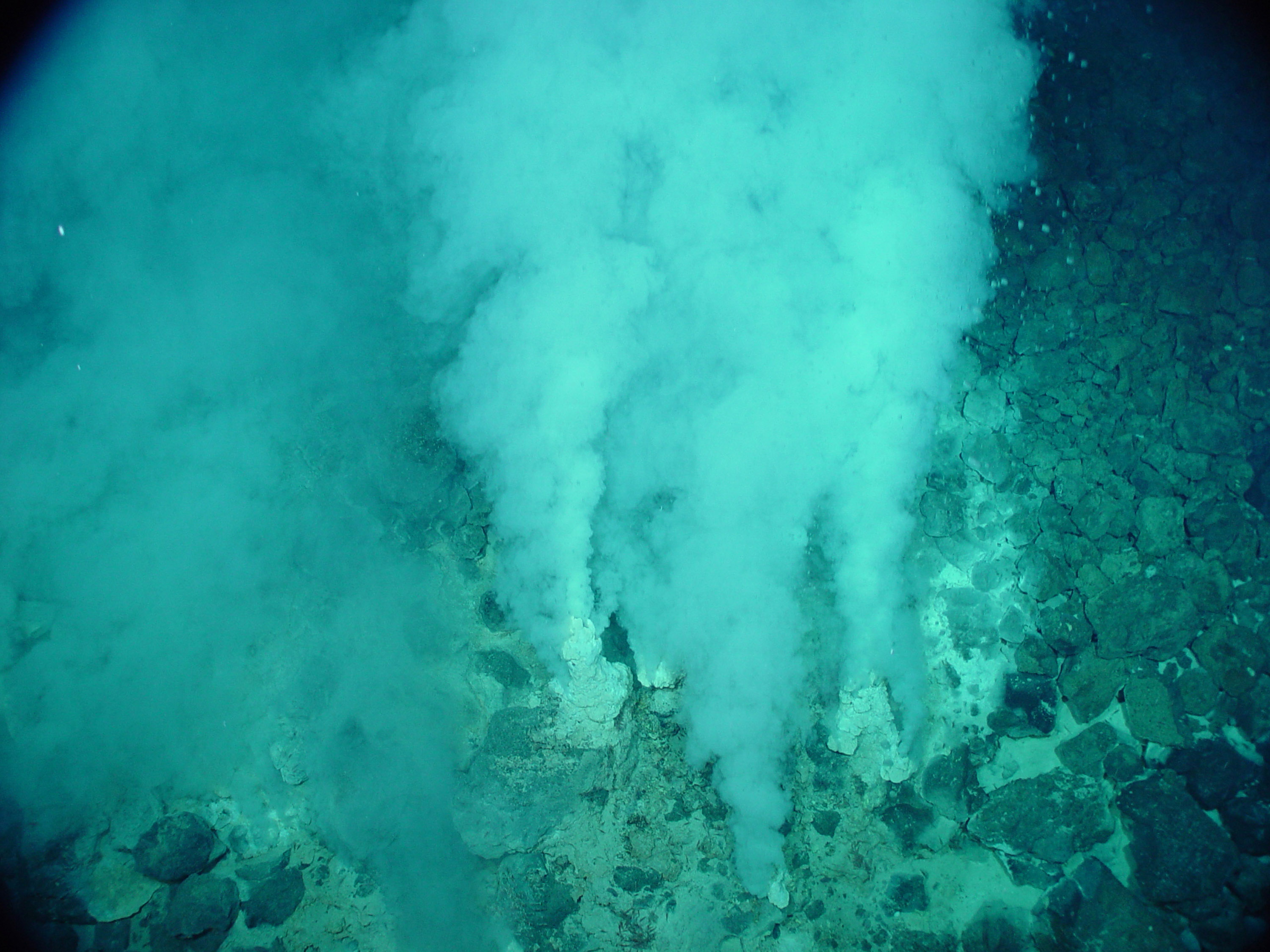
Sources hydrothermales : c'est à proximité de ces "fumeurs blancs" que se seraient développés les premiers microorganismes unicellulaires[13],
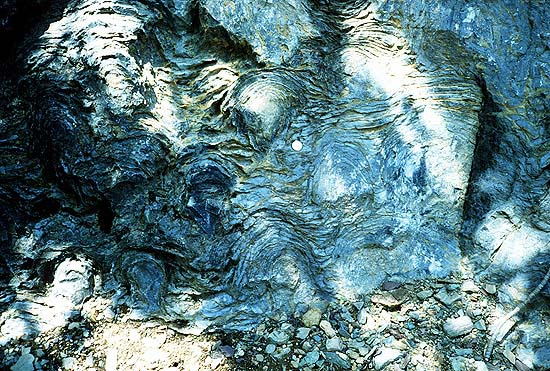
Ces stromatolites produits par des colonies de bactéries datent d'un milliard d'années ; formation de Siyeh, Glacier National Park, Montana, Etats-Unis.
Chronologie de l'évolution du vivant (cliquer pour agrandir)
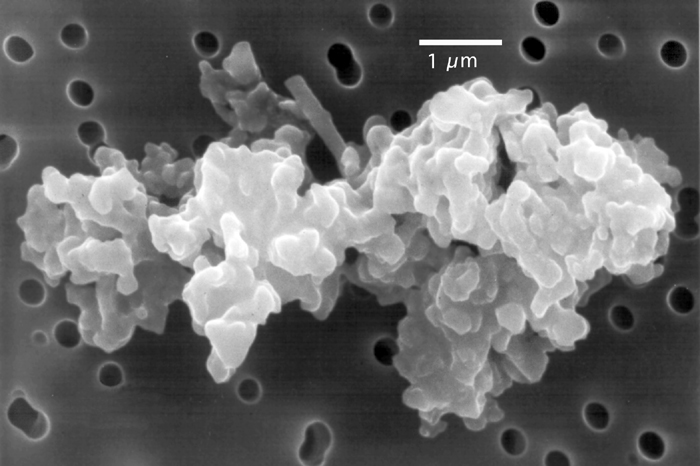
La théorie de la panspermie suggère que la vie sur Terre pourrait provenir de la matière biologique transportée par la poussière spatiale [40] ou les météorites[19].

## Voir également
- Origine de la vie
- Histoire évolutive du vivant
- Évolution de la multicellularité